# Клайпедский драматический театр
Клайпедский драматический театр (лит. Klaipėdos dramos teatras) — театр драмы в литовском городе Клайпеда, расположен в историческом центре города на улице Театро, 2 (Teatro g.2).

## История

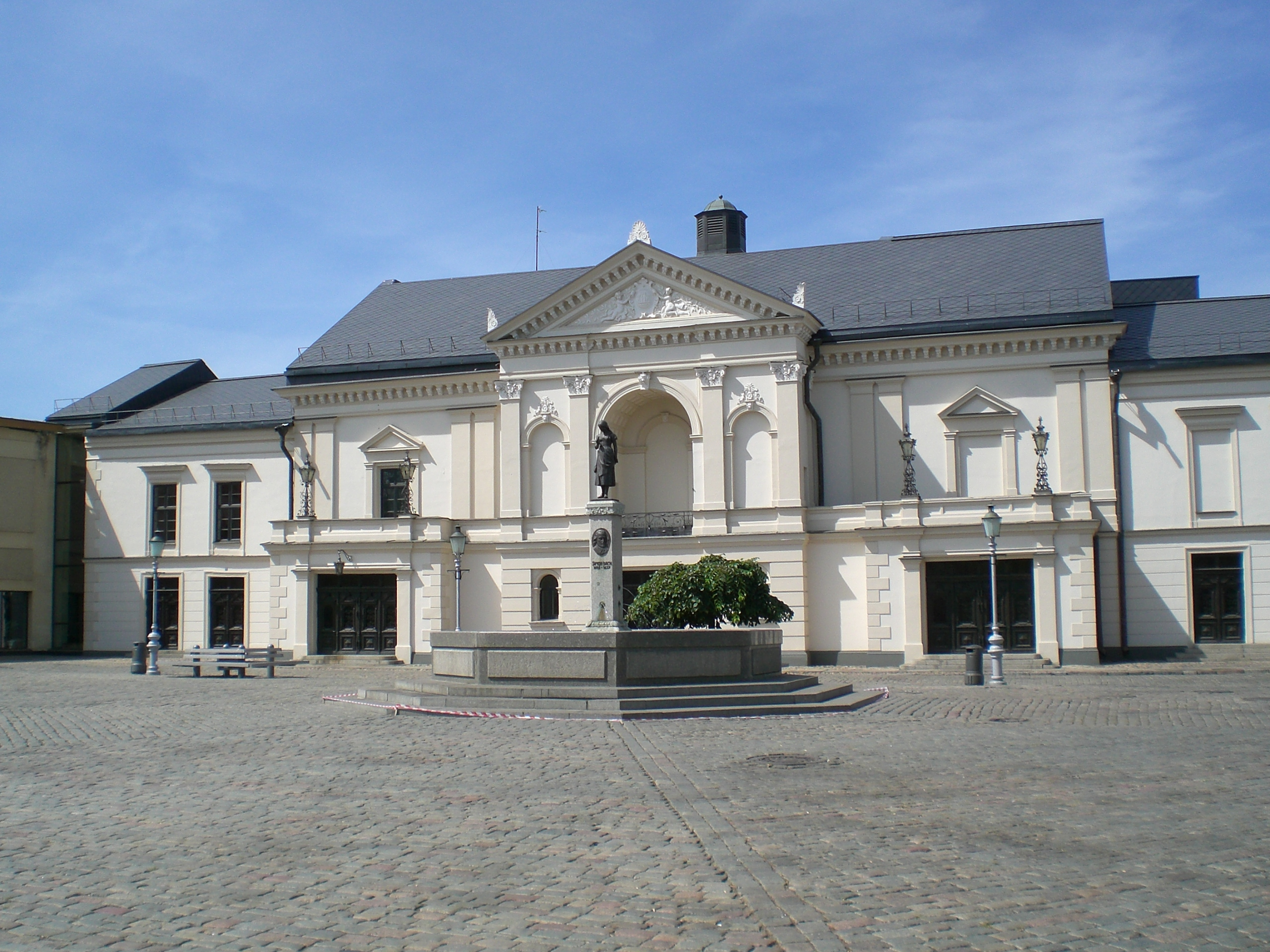
Здание театра до реконструкции

Драматический театр в Клайпеде появился в 1935 году, когда в город был перенесён театр из Шяуляя. Он работал до весны 1939 года. Первая клайпедская театральная труппа работала под руководством Юозаса Станюлиса. Почти всю довоенную сценографию оформлял художник Витаутас Блисс. 
С оккупацией Клайпедского края нацистской Германией, театр прекратил свою деятельность. 
После войны 1 октября 1945 года был создан практически заново Театр музыкальной комедии. Официальное открытие театра состоялось в 1946 году. Для воссоздания театра сюда был направлен актёрский курс ГИТИСа. В 1945—1949 году русская театральная труппа ставила как драматические произведения, так и оперетты, такие как «Севильский цирюльник» Россини. Режиссёром театра был Юозас Густайтис. В 1949—1952 годах режиссёр Ромуальдас Юкнявичюс ставил драматические произведения Островского «Без вины виноватые», Гоголя «Женитьба», Лавренёва «Перелом» и др. 
В 1966 году режиссёр Вадим Допкюнас осуществил в театре первую постановку пьесы Александра Вампилова «Прощание в июне».
С 2001 года художественным руководителем стал Повилас Гайдис.

## Известные артисты театра
- Папанов, Анатолий Дмитриевич (1946—1948)
- Гайгалайте, Эляна (1963—2015)
- Леонавичюте-Браткаускене, Ирена Пятровна (1951—1953)
- Леонавичюте, Валентина (1967—2012)
- Пранцкунас, Гедиминас (1967—2015)
- Савиченко, Неле (с 1980 года)
- Лауцявичюс, Любомирас (до 1990 года)